# Грегор, Франтишек
Франтишек Грегор (чеш. František Gregor; 8 декабря 1938, Братислава — 10 марта 2013) — чехословацкий хоккеист, защитник, бронзовый призёр Олимпийских игр в Инсбруке.

## Спортивная карьера
- 1955—1957 и 1959—1970 гг. — в «Словане» (Братислава),
- 1957—1959 гг. — в «Дукле» (Йиглава),
- 1970—1972 гг. — в ВСЖ (Кошице).

В чемпионатах Чехословакии провел около 480 матчей, провел 77 шайб. Участник чемпионатов мира и Европы 1961, 1963 и 1964 гг. (18 матчей, 3 шайбы). Чемпион Европы 1961, серебряный призёр чемпионата мира 1961, бронзовый призёр чемпионатов мира 1963 и 1964. На зимних Олимпийских играх в Инсбруке (1964) в составе сборной ЧССР завоевал бронзовую медаль.
После завершения спортивной карьеры работал инженером. В 2004 году был введен в Зал славы словацкого хоккея.